# Hernâni (football, 1963)
Pour les articles homonymes, voir Hernani (homonymie).
Hernâni Madruga Neves dit Hernâni, né le 2 novembre 1963 à Mourão, est un footballeur portugais évoluant au poste d'attaquant.

## Biographie
De 1982 à 1997, il a été joueur de football professionnel, en particulier au Benfica Lisbonne de 1988 à 1994, disputant une finale de Ligue des Champions en 1990.
Il se poursuit ensuite sa carrière dans le beach soccer notamment avec l'équipe du Portugal. Hernâni est champion du monde de beach soccer en 2001 et est élu meilleur joueur de la compétition.

## Palmarès

### Football
Benfica Lisbonne
- Finaliste de la Ligue des champions en 1990
- Champion du Portugal en 1989, 1991 et 1994
- Vainqueur de la Coupe du Portugal en 1993
- Vainqueur de la Supercoupe du Portugal en 1989

### Beach soccer

#### Individuel
- Meilleur joueur du Championnat du monde en 2001

#### En club
Cavalieri del Mare
- Vainqueur de la Supercoupe d'Italie en 2008

#### En sélection
| Compétitions mondiales | Compétitions continentales |
| --- | --- |
| - Coupe du monde (1) - Vainqueur en 2001 - Finaliste en 1999, 2002 et 2005 - 3e en 2003, 2004, 2008 - BSWW Mundialito (2) - Vainqueur en 2003 et 2008 - Finaliste en 1999, 2000, 2001, 2002, 2005, 2006 et 2007 - Coupe latine (1) - Vainqueur en 2000 - Finaliste en 1998, 1999, 2001, 2002, 2003 - 3e en 2005 | - Euro Beach Soccer League (3) - Vainqueur en 2002, 2007 et 2008 - Finaliste en 2000, 2001, 2004, 2005, 2006 - 3e en 1998, 1999, 2003 - Euro Beach Soccer Cup (6) - Vainqueur en 1998, 2001, 2002, 2003, 2004 et 2006 - Finaliste en 1999 - 3e en 2005 et 2007 |